# Martwa natura z czaplą
Martwa natura z czaplą – obraz olejny namalowany przez polskiego malarza Władysława Czachórskiego w 1889, znajdujący się w zbiorach Muzeum Narodowego w Warszawie. Obraz podarowany Muzeum przez Bronisława Krystalla w 1938 z okazji otwarcia nowego gmachu muzeum.

## Opis
Obraz przedstawia martwą naturę myśliwską, z trofeum widocznym na pierwszym planie – martwą czaplą zwisającą głową do dołu. Obok czapli znajduje się stół przykryty czerwonym obrusem na którym znajdują się myśliwskie akcesoria: smukła strzelba, mosiężne naboje (kartusze), skórzana torba i kapelusz z piórkiem. Padające od lewej światło wydobywa smukły kształt czapli, delikatny rysunek jej piór i bliki na nabojach leżących na stole. Ciemne, prawie czarne tło podkreśla wyjątkowy, przemyślany układ kompozycji. 